# Midori Kai
Midori Kai (tidligere Sanwa Group) 三和グループ (Sanwa Gruppu) er et japansk virksomhedskonglomerat (keiretsu) med hovedsæde i Osaka. 

## Historie
Koncernen blev stiftet som Sanwa Group efter 2. verdenskrig og var et af de store Keiretsu, men blev ramt af den japanske boble på ejendomsmarkedet i begyndelsen af 1990'erne. Efterfølgende blev konglomeratets bank Sanwa Bank (三和銀行) fusioneret med Tokai Bank og blev til UFJ Holdings (UFJホールディングス U). Senest blev UFJ Holdings igen fusioneret med Bank of Tokyo-Mitsubishi og blev til Mitsubishi UFJ Financial Group. Koncernen skiftede efterfølgende navn til Midori Kai (みどり会). 

## Selskaber i koncernen
De resterende selskaber fungerer bl.a. i diverse serviceerhverv, forsikring, handel og produktion.